# Ginni Rometty
Virginia Marie "Ginni" Rometty (Chicago, 2 de julho de 1957) é uma executiva de negócios estadunidense. Foi a Chairwoman e CEO da IBM, sendo a primeira mulher a ser líder da companhia.
Antes de se tornar presidente e CEO, em Janeiro de 2012, esteve nas posições de Vice-Presidente Sênior e Executiva de Vendas, Marketing e Estratégia na International Business Machines (IBM). Foi indicada pela revista Fortune como uma das "50 mulheres mais poderosas dos negócios" por oito anos consecutivos, ficando em primeiro lugar em 2012, e ela esteve em 15o. lugar na lista de "100 mulheres mais poderosas do mundo" da revista Forbes no mesmo ano. Foi nomeada para o Time 100 em 2012, e foi incluída na lista das 50 Mais influentes da revista Bloomberg Markets em Setembro de 2012.

## Educação
Ginni graduou-se na Robert R. McCormick School of Engineering and Applied Science da Northwestern University em 1979 com honras, tornando-se bacharel em ciência da computação e engenharia elétrica.

## Carreira
Depois de sua graduação em 1979, Rometty trabalhou para o General Motors Institute; em 1981, ela entrou na IBM como engenheira de sistemas no seu escritório em Detroit. Ela entrou no Consulting Group da IBM em 1991. Em 2002, ela "defendeu a compra da grande firma de consultoria de negócios PricewaterhouseCoopers Consulting, por $3.5 bilhões de dólares". Ginni tornou-se vice-presidente sênior e executiva de vendas, marketing e estrategia em 2009. Rometty é "creditada por encabeçar a estratégia de crescimento da IBM (International Business Machines) colocando a companhia nas áreas de computação em nuvem e business analytics. Ela também está na liderança para preparar Watson, o computador que jogou Jeopardy!, para uso comercial.
Em 25 de outubro de 2011 a IBM anunciou que ela seria a próxima presidente da companhia e CEO, com Sam Palmisano renunciando ao cargo mas mantendo a sua posição de chairman. A indicação de Rometty marca a primeira vez que uma mulher passa a ser CEO da IBM. Sobre a promoção, Palmisano declarou, "Ginni recebeu essa posição porque ela mereceu... Não tem nada a ver com políticas sociais progressivas."
Em 26 de setembro de 2012 a IBM anunciou que Rometty estaria no cargo de chairwoman da IBM, pois Samuel Palmisano se preparava para a aposentadoria no final de 2012. Começou seu trabalho como chairwoman e CEO em 1 de outubro de 2012.
Em 30 de janeiro de 2020, foi anunciado que Rometty deixaria o cargo de CEO da IBM para ser substituído por Arvind Krishna. Ela permaneceu como presidente executiva até 31 de dezembro de 2020, quando foi substituída por Arvind Krishna.